# Eberhard
Eberhard ist ein männlicher Vorname und kommt auch als Familienname vor.

## Herkunft und Bedeutung
Eberhard setzt sich aus den althochdeutschen Elementen ebur = ‚Wildschwein‘, ‚Eber‘ und hart = ‚fest‘, ‚rau‘ zusammen, wobei aber „hart“ bei Personennamen für ‚stark und kühn‘ steht.
Während man heute mit Eber gängig das männliche Hausschwein meint und das männliche Wildschwein fachlich als Keiler bezeichnet wird, ist die ursprüngliche Bedeutung des Wortbegriffes – „Eber“ von ebur – das männliche Wildschwein.
Varianten sind Ebert, Eberhardt und Eberhart sowie im Niederdeutschen Everhard, Evert und Ewert. Hingegen ist Jorrit eine friesische Form des Namens; diese Namensform ist aber eher in den Niederlanden verbreitet.

## Namenstag
22. Juni (Eberhard von Salzburg (von Biburg); * um 1089, wahrscheinlich in Niederbayern; † 22. Juni 1164 in Rein bei Graz, Erzbischof von Salzburg).

## Namensträger

### Herrschaftsname

#### Eberhard
- Eberhard von Friaul (810–866), Herzog von Friaul
- Eberhard (911–939), Herzog von Franken
- Eberhard (937–938), Herzog von Bayern
- Eberhard von Aquileia († 1048), Domherr von Augsburg und 1043 bis 1048 Patriarch von Aquileja
- Eberhard von Einsiedeln († 958), Abt von Einsiedeln
- Eberhard von Entringen, Abt von Herrenalb
- Eberhard († 1079), Bischof von Naumburg
- Eberhard von Fürstenberg († 1127), Bischof von Straßburg zwischen 1125 und 1127
- Everhard von Berg (auch Eberhard von Berg; vor 1100–1145/1152), ab 1143 Abt im Kloster Georgenthal; Heiliger
- Eberhard von Wurmlingen (um 1252)
- Eberhard von Trier (um 1010–1066), 1047 bis 1066 Erzbischof von Trier
- Eberhard von Rohrdorf (um 1160–1240/45), 1191 bis 1240 Abt des Klosters Salem
- Eberhard von Regensberg (um 1170–1246), Erzbischof von Salzburg
- Eberhard der Schwabe († 1167), von 1165 bis 1167 Bischof von Regensburg
- Eberhard († nach 1219), Abt von Ebrach
- Everhard von Diest († 1301), von 1275 bis 1301 Bischof von Münster
- Eberhard von Monheim (1275–nach 1346), 1328 bis 1340 Ordensmeister des livländischen Zweigs des Deutschen Ordens
- Eberhard von Neisse (umn 1250–1326), Bischof von Ermland
- Everhard von der Mark († 1359), Dompropst im Bistum Münster
- Eberhard Ludwig (1676–1733), Herzog von Württemberg

#### Eberhard I.
- Eberhard I. (der Erlauchte; 1265–1325), Graf von Württemberg
- Eberhard I. (im Bart; 1445–1496), Herzog von Württemberg
- Eberhard I. von Berg-Altena († 1180), Graf
- Eberhard I. von der Mark († 1308), Graf
- Eberhard I. († 1047), Bischof von Augsburg 1029 bis 1047
- Eberhard I. (um 973–1040), erster Bischof von Bamberg
- Eberhard I. (um 1243–1311), Graf von Katzenelnbogen
- Eberhard I. von Konstanz († 1046), Bischof von Konstanz 1034 bis 1046
- Eberhard I., Graf von Habsburg-Laufenburg
- Eberhard I. von Isenberg-Limburg, Graf 1301 bis 1304
- Eberhard I., von 1002 bis 1003 Abt im Kloster Tegernsee
- Eberhard I. von Hildrizhausen († 1112), Bischof von Eichstätt 1099 bis 1112
- Eberhard I. von der Marck-Arenberg (Eberhard von der Mark; später von der Marck zu Arenberg; † vor 1378), Domherr an verschiedenen Domkirchen
- Eberhard I. (Wittgenstein) (* um 1440; † 1494), Graf

#### Eberhard II.
- Eberhard II. (der Greiner; † 1392), Graf von Württemberg
- Eberhard II. (1447–1504), Herzog von Württemberg
- Eberhard II. (um 995–nach 1040), Graf von Ebersberg
- Eberhard II. von Otelingen († 1170), Bischof von Bamberg 1146 bis 1111
- Eberhard II. von Kirchberg (vor 1370–1413), Bischof von Augsburg
- Eberhard II. von Hirnheim (um 1495–1560), Bischof des Bistums Eichstätt und Fürstbischof des Hochstifts Eichstätt von 1552 bis 1560
- Eberhard II. von der Marck-Arenberg (nach anderer Zählung Eberhard IV.; † um 1454), von 1378 bis 1454 Graf von Arenberg
- Eberhard II. († 1394), Graf von Zweibrücken

#### Eberhard III./IV./VI.
- Eberhard III. von Breuberg (um 1285–1323), Landvogt in der Wetterau
- Eberhard III. von Neuhaus († 1427), Salzburger Erzbischof
- Eberhard III. (der Milde; † 1417), Graf von Württemberg
- Eberhard III. (1614–1674), Herzog von Württemberg
- Eberhard IV. von Starhemberg (um 1370–1429), Salzburger Erzbischof
- Eberhard IV. (der Jüngere; 1388–1419), Graf von Württemberg
- Eberhard VI. von Nellenburg der Selige († 1078/1079), Stifter der Abtei Allerheiligen in Schaffhausen

### Vorname

#### Eberhard
- Eberhard Ackerknecht (1883–1968), deutscher Veterinäranatom
- Eberhard Alexander-Burgh (1929–2004), deutscher Schriftsteller und Jugendbuchautor
- Eberhard Arnold (1883–1935), deutscher Theologe, Pädagoge und Publizist
- Eberhard Aurich (* 1946), deutscher Jugendfunktionär
- Eberhard Baier (1895–1983), deutscher General
- Eberhard Bethge (1909–2000), deutscher Pastor und Theologe
- Eberhard Bosslet (* 1953), deutscher Künstler
- Eberhard von Brauchitsch (1926–2010), deutscher Manager
- Eberhard Daerr (1912–2005), deutscher Generaloberstabsarzt
- Eberhard Diepgen (* 1941), deutscher Politiker (CDU)
- Eberhard Eimler (1930–2022), deutscher General der Luftwaffe
- Eberhard Equit (1939–2016), deutscher Grafikdesigner und Mineralienzeichner
- Eberhard Feik (1943–1994), deutscher Schauspieler
- Eberhard Figgemeier (1947–2020), deutscher Sportjournalist
- Eberhard Fischer (1935–2020), deutscher Fußballspieler
- Eberhard Fischer (* 1941), deutscher Ethnologe und Museumsdirektor
- Eberhard Fischer (* 1943), deutscher Politiker (SPD), MdL Hessen
- Eberhard Fischer (* 1961), deutscher Botaniker und Hochschullehrer
- Eberhard Freudenberg (1920–1977), deutscher Hörspielregisseur und -redakteur
- Eberhard Gienger (* 1951), deutscher Turner und Politiker
- Eberhard Günther (1911–1994), deutscher Jurist und Autor
- Eberhard Günther (* 1931), deutscher Verleger
- Eberhard Günther (1945–2015), deutscher Unternehmer
- Eberhard Gwinner (1938–2004), deutscher Ornithologe und Verhaltensforscher
- Eberhard Hauff (1932–2021), deutscher Regisseur, Drehbuchautor, Filmproduzent und Filmfunktionär
- Eberhard Havekost (1967–2019), deutscher Maler
- Eberhard Helm (* 1952), deutscher Leichtathlet und Arzt
- Eberhard von der Heyden (1909–1941), deutscher Kameramann
- Eberhard Hoesch (1790–1852), deutscher Industrieller
- Eberhard Hoesch (1827–1907), deutscher Industrieller
- Eberhard Holtz (1956–2016), deutscher Mittelalterhistoriker
- Eberhard Itzenplitz (1926–2012), deutscher Regisseur und Autor
- Eberhard Jäckel (1929–2017), deutscher Zeithistoriker
- Eberhard Jochem (* 1942), deutscher Energiewissenschaftler
- Eberhard Jüngel (1934–2021), deutscher Theologe
- Eberhard Kirchberg (* 1950), deutscher Schauspieler
- Eberhard Kirchberg (1946–2022), deutscher Mathematiker
- Eberhard Kranzmayer (1897–1975), österreichischer Sprachwissenschaftler, Dialektologe und Namenforscher
- Eberhard von Kuenheim (* 1928), deutscher Industriemanager
- Eberhard Kunkel (1931–2019), deutscher Comicautor und Verleger
- Eberhard Lamberty (* um 1850 – wahrscheinlich 1913), deutscher Architekt und Kreisbaumeister in Trier
- Eberhard Leibnitz (1910–1986), deutscher Chemiker und Hochschullehrer
- Eberhard Lenz (1921–2008), deutscher Basketballfunktionär und -schiedsrichter
- Eberhard Lochmann (1933–2020), deutscher Brigadegeneral
- Eberhard von Lücken (1864–1925), deutscher Jurist und Landrat
- Eberhard Mahle (1933–2021), deutscher Automobilrennfahrer
- Eberhard Mellies (1929–2019), deutscher Synchronsprecher
- Eberhard Neubert (1926–2006), deutscher Museumsdirektor und Hochschullehrer
- Eberhard Nürnberg (1928–2016), deutscher Chemiker und Hochschullehrer
- Eberhard Panitz (1932–2021), deutscher Schriftsteller, Drehbuchautor, Lektor und Publizist
- Eberhard Piltz (1942–2011), deutscher Journalist
- Eberhard Prüter (1945–2014), deutscher Schauspieler und Synchronsprecher
- Eberhard Rees (1908–1998), deutscher Raketentechniker
- Eberhard Schenk von Limpurg-Speckfeld (1560–1622), württembergischer Obervogt und Landhofmeister
- Eberhard Schimbor (* 1951), deutscher Radsportler
- Eberhard Schlotter (1921–2014), deutscher Maler und Grafiker
- Eberhard Schütt-Wetschky (1937–2015), deutscher Politikwissenschaftler
- Eberhard von Schwerin (1894–1959), deutscher Journalist
- Eberhard Spiess (1925–2007), deutscher Filmhistoriker
- Eberhard Stanjek (1934–2001), deutscher Sportreporter und Sportjournalist
- Eberhard Storeck (1933–2015), deutscher Synchronsprecher und Dialogregisseur
- Eberhard Thust (* 1947), deutscher Boxpromoter und Buchautor
- Eberhard Wagner (* 1938), deutscher Sprachwissenschaftler, Mundartforscher und Schriftsteller
- Eberhard Walde (1949–2011), deutscher Politiker (Bündnis 90/Die Grünen)
- Eberhard Weber (* 1940), deutscher Jazzbassist und Komponist
- Eberhard Wolf (1938–2023), deutscher Zeichner und Bildhauer
- Eberhard Wolfram (1882–1947), deutscher Vizeadmiral
- Eberhard Zangger (* 1958), deutscher Geoarchäologe, Kommunikationsberater und Publizist

#### Eberhardt / Eberhart
- Eberhardt del’Antonio (1926–1997), deutscher Ingenieur und Schriftsteller
- Eberhardt Hengst (1917–1996), deutscher Forstwissenschaftler
- Eberhardt Klemm (1929–1991), deutscher Musikwissenschaftler und Publizist
- Eberhart Köhler (1929–1995), deutscher Elektrotechniker
- Eberhardt Renz (* 1935), deutscher Pfarrer
- Eberhardt Georg Otto Bock von Wülfingen (1754–1814), deutscher General
- Eberhart Zrenner (* 1945), deutscher Augenarzt und Hochschullehrer

#### Everhard / Everhardt / Everhardus / Everhart
- Everhard Alerdinck (1598–1658), deutscher Maler
- Everhardus Ariëns (1918–2002), niederländischer Pharmakologe
- Everhard Bungartz (1900–1984), deutscher Unternehmer und Politiker (FDP)
- Everhard von Diest († 1301), von 1275 bis 1301 der 31. Bischof von Münster
- Everhardt Franßen (* 1937), deutscher Richter
- Everhardus Gallenkamp (1665–1717), deutscher Priester, Abt von Marienfeld
- Everhard von Groote (1789–1864), deutscher Germanist, Schriftsteller und Politiker
- Everhard von Haren (um 1475–1530), deutscher Schöffe und Politiker, Bürgermeister von Aachen
- Everhard Holtmann (* 1946), deutscher Politikwissenschaftler
- Everhard Höynck (1616–1675), deutscher Politiker, Bürgermeister von Brilon
- Everhard Illigens (1851–1914), deutscher Geistlicher, Weihbischof in Münster
- Everhard Jodokus Kannegießer (1708–1763), deutscher Postmeister und Politiker, Bürgermeister in Brilon
- Everhard Kleinertz (* 1939), deutscher Historiker und Archivar
- Everhard von der Mark († 1359), Dompropst im Bistum Münster
- Everhard von Muisgen († 1397), Weihbischof in Köln
- Everhard Rubenow († 1379), Bürgermeister von Greifswald
- Everhard Schade († 1647), deutscher Geistlicher, Domherr in Münster
- Everhard von Vechtorp († 1391), Dompropst im Bistum Münster
- Everhard Westermann (1905–1973), deutscher Verleger und Verlagsbuchhändler

### Familienname

#### A
- Al Eberhard (* 1952), US-amerikanischer Basketballspieler
- Anton Eberhard (1892–1967), deutscher Politiker (FDP)
- August Eberhard (Politiker) (1941–2016), österreichischer Politiker (ÖVP)
- August Gottlob Eberhard (1769–1845), deutscher Schriftsteller

#### B
- Barbara Eberhard-Halter (* 1945), Schweizer Politikerin (LdU/CVP)
- Bernhard Eberhard (1795–1860), deutscher Politiker, Oberbürgermeister von Hanau
- Bettina Eberhard (* 1972), Schweizer Filmregisseurin und Künstlerin
- Bruno Eberhard (1836–1901), deutscher Baumeister und Architekt

#### C
- Christian Eberhard (Ostfriesland) (1665–1708), Fürst von Ostfriesland
- Christian Eberhard (Politiker, 1787) (1787–1854), deutscher Gutsbesitzer und Politiker, MdL Nassau
- Christian Eberhard (Politiker, 1886) (1886–1973), deutscher Politiker, Oberbürgermeister von Göppingen
- Christoph Eberhard (Pseudonym Alethophilus; 1675–1750), deutscher Geograph und Prediger

#### D
- Daniel Eberhard (Orientalist) (vor 1687–1710), deutsch-baltischer Orientalist
- Daniel Mark Eberhard (* 1976), deutscher Musikdidaktiker und Jazzmusiker
- David Eberhard (* 1966), schwedischer Psychiater und Autor
- Dennis Eberhard (1943–2005), US-amerikanischer Komponist und Musikpädagoge

#### E
- Ekkehard Becker-Eberhard (* 1952), deutscher Jurist und Hochschullehrer
- Else Eberhard-Schobacher (1887–1955), deutsche Autorin
- Engelbert Eberhard (1893–1958), deutscher Augustiner-Eremit
- Ennichen Eberhard (um 1600–vor 1658), deutsche Mätresse von Graf Ulrich II. von Ostfriesland
- Ernst Eberhard (Autor) (1901–1978), Schweizer Schriftsteller
- Ernst Friedrich Eberhard (1809–1868), deutscher Lehrer und Philologe
- Ernst Hans Eberhard (1866–1945), deutscher Studentenhistoriker

#### F
- Franz Eberhard (1944–2014), Schweizer Architekt und Baumeister
- Friedrich Eberhard (1782–1835), deutscher Jurist, Offizier und Politiker, MdL Nassau
- Fritz Eberhard (1896–1982), deutscher Politiker (SPD), Widerstandskämpfer und Journalist

#### G
- Georgius Eberhard († 1519), deutscher Geistlicher, Abt von St. Blasien
- Gerold Eberhard (1824–1880), Schweizer Lehrer und Autor
- Gundi Eberhard (Gunthild Eberhard; 1966), deutsche Schauspielerin und Synchronsprecherin
- Gustav Eberhard (Architekt) (1805–1880), deutscher Architekt
- Gustav Eberhard (Astronom) (1867–1940), deutscher Astronom

#### H
- Hans Eberhard (Richter) (1861–1940), deutscher Jurist und Oberlandesgerichtspräsident
- Hans Eberhard (General) (1917–??), deutscher Brigadegeneral
- Hans Eberhard (Musiker) (1955–2016), Schweizer Kirchenmusiker
- Hans J. Müller-Eberhard (1927–1998), deutschamerikanischer Immunologe
- Harald Eberhard (* 1978), österreichischer Jurist und Hochschullehrer
- Heinrich Eberhard (1884–1973), deutscher Maler
- Hermann Eberhard (1852–1908), deutscher Kapitän und Abenteurer

#### I
- Igor Eberhard (* 1973), deutscher Anthropologe, Journalist und Autor

#### J
- Jacob Heinrich Eberhard (1775–1838), deutscher Beamter, MdL Nassau
- Jacques Eberhard (1919–2009), französischer Politiker (FKP)
- Johann Eberhard (Mediziner) († 1630), deutscher Mediziner und Hochschullehrer
- Johann August Eberhard (1739–1809), deutscher Philosoph
- Johann Peter Eberhard (1727–1779), deutscher Mediziner, Mathematiker und Physiker
- Johann Richard Eberhard (1739–1813), deutscher Bildhauer
- Jörg Eberhard (* 1956), deutscher Maler
- Julian Eberhard (* 1986), österreichischer Biathlet
- Julius Eberhard (1866–1939), deutscher Forstmann

#### K
- Karl Eberhard (1820–1907), deutscher Architekt
- Kaspar Eberhard (1523–1575), deutscher Theologe und Pädagoge
- Klaus Eberhard (Physiker) (1940–2021), deutscher Kernphysiker, Galerist und Kunstsammler
- Klaus Eberhard (Skirennläufer) (* 1956), österreichischer Skirennläufer
- Klaus Eberhard (Tennisspieler) (* 1957), deutscher Tennisspieler und Sportfunktionär
- Konrad Eberhard (1768–1859), deutscher Bildhauer und Maler
- Kurt Eberhard (General) (1874–1947), deutscher Generalmajor und SS-Führer
- Kurt Eberhard (Psychologe) (1938–2008), deutscher Psychologe

#### M
- Marie Eberhard (1897–1975), deutsche Malerin
- Mark Eberhard, Geologe
- Markus H. Eberhard (* 1966), deutscher Schauspieler, Sänger und Coach
- Martin Eberhard (* 1960), US-amerikanischer Elektroingenieur und Unternehmer
- Mary Jane West-Eberhard (* 1941), US-amerikanische Entomologin und Evolutionsbiologin
- Matthias Eberhard (Bischof) (1815–1876), deutscher Theologe und Geistlicher, Bischof von Trier
- Matthias Eberhard (Landrat) (1871–1944), deutscher Verwaltungsbeamter
- Melchior Eberhard (1701–1777), deutscher Bildhauer

#### O
- Otto Eberhard (1875–1966), deutscher Theologe und Religionspädagoge
- Otto von Eberhard (1877–1940), deutscher Ballistiker und Physiker

#### P
- Paul Hans Eberhard (1917–1983), Schweizer Bobsportler
- Peter Eberhard (* 1966), deutscher Maschinenbauingenieur und Hochschullehrer
- Philipp Eberhard (Theologe) (1793–1859), deutscher Geistlicher und Politiker, MdL Kurhessen

#### R
- Roger Eberhard (* 1984), Schweizer Fotograf
- Rolf Eberhard (Journalist) (Rolf Eberhard von Bubendorf; 1908–1966), Schweizer Theologe und Journalist
- Rolf Eberhard (Ingenieur) (1921–2006), deutscher Ingenieur
- Rudolf Eberhard (Politiker, 1891) (1891–1965), deutscher Politiker (SED), Oberbürgermeister von Magdeburg
- Rudolf Eberhard (Politiker, 1914) (1914–1998), deutscher Volkswirt und Politiker (CSU), MdL Bayern

- Rosa Eberhard (1910–1944), österreichische Widerstandskämpferin (KPÖ)

#### S
- Sepp Eberhard (1917–1986), österreichischer Politiker (SPÖ)
- Silke Eberhard (* 1972), deutsche Jazzmusikerin
- Simone Eberhard (* 1922), Schweizer Schriftstellerin

#### T
- Tobias Eberhard (* 1985), österreichischer Biathlet

#### W
- Wilhelm Eberhard (1884–1972), deutscher Architekt
- Winfried Eberhard (* 1941), deutscher Historiker
- Wolfgang Eberhard (* 1967), österreichischer Fußballspieler und -trainer
- Wolfram Eberhard (1909–1989), deutscher Sinologe und Ethnologe

### Familienname Form Everhard
- Nancy Everhard (* 1957), US-amerikanische Schauspielerin
- Sophie Anna Everhard (* 1993), US-amerikanische Schauspielerin